# Pakistan
Pakistan (în urdu پاکستان; pronunțat [paːkɪst̪aːn̪] ⓘ, oficial: Republica Islamică Pakistan) este un stat în Asia de Sud. Se învecinează în sud-vest cu Iran, în vest cu Afganistan, în nord cu China precum și în sud cu India. În partea de sud Pakistanul are ieșire la Marea Arabiei, regiune a  Oceanului Indian. Statul Pakistan a apărut în 1947 din părțile majoritare musulmane ale Indiei Britanice, în timp ce zonele cu populație hindusă sau altă majoritate precum și cea mai mare parte a Cașmirului predominant musulman au apărut în India de astăzi. În 1956, Pakistanul a devenit prima republică islamică din lume.
Fosta parte a țării, Pakistanul de Est, este independentă din 1971, de la războiul din Bangladesh, sub numele de Bangladesh. Capitala Pakistanului este orașul Islamabad.

## Etimologie
Originile numelui „Pakistan” sunt controversate. În persană și urdu, el înseamnă "pământul pur" (pāk „pur în spirit”, stān „pământ”). Cu toate acestea, la 28 ianuarie 1933, Choudhary Rahmat Ali, care a fost unul dintre principalii susținători ai creării unui stat musulman independent pe subcontinent și care este creatorul numelui "Pak (i) stan" în eseul său, Now or Never („Acum sau niciodată”), dă o altă interpretare. Ar trebui să fie patria musulmanilor din nordul Indiei- ca acronim pentru Punjab, Afghania (astăzi Khyber Pakhtunkhwa), Kașmir, Sindh și Belutschistan. Potrivit unor surse, i vine de la Indus, Iran, sau a fost adăugat ca pronunție mai simplă. Fox

## Istorie
Pe teritoriul Pakistanului a înflorit civilizația Indului (mileniul III î. Hr.); în jurul anului 1500 î. Hr, aici vin triburile indo-europene. Succesiv teritoriul este stăpânit de: perși, Alexandru cel Mare (327 î.Hr.-325 î.Hr.); în secolele IV-III î.Hr. face parte din Imperiul Maurya; în secolele IV-V din Imperiul Gupta; secolele XVI-XIX din Imperiul Marilor Moguli; în secolele XIX-XX ține de colonia britanică India. În 1947, această colonie devine dominion și se împarte în Uniunea indiană (cu populație hindusă) și Pakistanul (cu populatie musulmană). În 1947, Pakistanul își proclamă independența în cadrul Commonwealth-ului. În 1947-1949, conflict între India și Pakistan în problema Kașmirului. În 1956 se proclamă Republica Islamică Pakistan (o federație din două  provincii care o compun). În 1958, se instaurează legea marțială. În 1962 se adoptă o Constituție nouă, regim de tip prezidențial. În 1965, un nou război indo-pakistanez. În 1966, Pakistanul de Est își cere autonomia; în 1971, secesiunea se realizează și ia naștere statul Bangladesh, pe care India intervine militar să îl susțină. Între 1971-1977, Zulfikar Ali Bhutto pune în practică un socialism islamic și naționalizează agricultura, băncile; se iese din Commonwealth și din SEATO (pact militar); începe o agitație de tip religios-conservator. În 1977, lovitură de stat militară; Zulfikar Ali Bhutto este executat (1979). Se instaurează legea islamică. În 1986, legea marțială este ridicată. Conflictul dintre fundamentaliști și adepții unui liberalism se acutizează. În 1990, alianța democratică islamică câștigă alegerile anticipate. În 1993, o nouă criză politică. După alegeri legislative anticipate, Benazir Bhutto revine ca șef al guvernului. Statul: este republică prezidențială, potrivit Constituției din 1973 (reactualizată în 1985). Puterea legislativă este exercitată de președinte și de Legislatura Federală (Parlamentul compus din Senat și Adunarea Națională); cea executivă dintr-un cabinet numit de Adunarea Națională.

## Organizarea administrativă
Compusă din patru provincii, o capitală federală si zone tribale administrate federal.
Provincii
- 1. Balochistan
- 2. Provinciile de frontieră din nord-vest (PFNV)
- 3. Punjab, Pakistan
- 4. Sindh, Pakistan

Teritorii
- 5. Islamabad, Terioriul capitalei
- 6. Zone tribale administrate federal
- 7. Azad Cașmir
- 8. Zonele nordice

## Geografie
Latitudinea geografică a țării este de 24°-37° N și longitudinea între 61°-77°E. Se întinde pe o suprafață de 796.095 kilometri pătrați, ceea ce îl face al nouălea cel mai mare stat din Asia.

### Regiunea naturală
Zona Himalayei se prelungește în Pakistan prin Munții Hindukush cu vf. Tirich Mir (7.700 m) în N. In V, Balocistanul, o prelungire a marelui platou iranian ce se continuă în Pakistan sub forma unor podișuri și înălțimi semiaride, cu altitudinea de 3.000 m. În Est, valea fluviului Indus, o câmpie sub 200 m. În S, o parte din Deșertul Thar pe care îl împarte cu India. Indusul (3.180 km) are un bazin fluvial important pentru irigații. Afluenții Indusului izvorăsc din Himalaya: Sutlej, Chenab, Jelub, Beas, Rabi. Zonă denumită Pundjab. În S, unde se varsă Indusul, se formează o deltă întinsă, numită Sind. Rețeaua fluvială se completează cu o rețea fluvială de canale de irigare, printre cele mai vechi și mai întinse din lume.

### Climă
Tropicală aridă. Temp. medie anuală 26 °C și 4 °C pe platouri; 31 °C și 17 °C pe câmpie. Precipitațiile: 250 mm/an la Quetta; 510 mm/an în câmpie; 1.020 mm/an în munți

### Floră și faună
Păduri cca. 3%; mai ales în munții din N; vegetație stepică pe valea Indusului; vegetație xerofită în deșert.

## Economie
Economia în curs de dezvoltare, bazată pe agricultura intens irigată în Câmpia Indusului. Se cultivă: grâu, orez, mei, orz, bumbac (export), iută, in, ricin, ceai, semințe oleaginoase, susan. Creșterea animalelor: bovine, bubaline, ovine, asini, cămile (cu resursele: lână, piei). Resurse minerale: cărbune, petrol (Dhulian, Balkassar, Khaur), gaze naturale, crom, sare. Industria textilă (bumbac, iută, lână) ateliere de cale ferată, materiale electrice, construcții și reparații navale (Karachi), îngrășăminte chimice, ciment.

## Populație

### Demografie
Populația este formată din pakistanezi (indo-arieni); punjabi, urdu, sindhi, pushtu, baluchi . Concentrarea populației în câmpia fertilă a fluviului Indus și în partea de E a bazinului său. Rata natalității: 37‰; a mortalității: 7,8‰. Populația urbană: 34%. În 2013, la aproximativ 65 de ani de la obținerea independenței prin partiția Indiei britanice, pakistanezii au o speranță de viață mai redusă și o mortalitate infantilă mai ridicată decât musulmanii rămași în India după separare, și un nivel de alfabetizare mai scăzut decât cel al musulmanilor indieni, asta deși aceștia din urmă sunt grupul de populație cel mai sărac și puțin dezvoltat în statul indian.

### Orașe
Primele 10 mari orașe sunt (după recensământul din 2017):
1. Karachi: 14.910.352 locuitori
2. Lahore: 11.126.285 locuitori
3. Faisalabad: 3.203.846 locuitori
4. Rawalpindi: 2.098.231 locuitori
5. Gujranwala: 2.027.001 locuitori
6. Peshawar: 1.970.042 locuitori
7. Multan: 1.871.843 locuitori
8. Hyderabad: 1.732.693 locuitori
9. Islamabad: 1.014.825 locuitori
10. Quetta: 1.001.205 locuitori

## Transporturi și comunicații
Căi ferate, autovehicule, flotă comercială. Aeroporturi la Islamabad, Karachi și Lahore.

## Patrimoniu mondial UNESCO
Până în anul 2011 pe lista patrimoniului mondial UNESCO au fost incluse 6 obiective din această țară.

## Relații externe
Afganistan
Granița Pakistanului cu Afghanistanul, numită Linia Durand, a fost stabilită de coloniștii britanici în 1893.
Pakistan a privit Linia Durand ca legitimă, totuși nu era și cazul Afganistanului în cadrul căruia nici un guvern nu a acceptat vreodată legitimitatea graniței.
Linia Durand devine astfel inacceptabilă pentru majoritatea afganilor, în special datorită faptului că acesta linie a divizat poporul paștun în 4 regiuni: Afganistan, Pashtunkhwa, Baluchistan și FATA, iar ideea paștună se bazează pe unirea tuturor teritoriilor pakistaneze locuite de paștuni într-un stat independent, ori chiar crearea unui nou Afganistan împreună cu teritoriile dominate de paștuni.
Statele Unite ale Americii
În anul 1965 America a luat decizia de a opri furnizarea de armament către Pakistan în condițiile în care India a înaintat către Lahore, orașul pakistanez, ceea ce a constituit un motiv pentru Pakistan de a-și pierde încrederea în SUA.
Când India a obținut aprobarea URSS-ului de a diviza Pakistan, SUA nu a susținut cu nimic cauza pakistaneză, astfel Islamabadul a avut toate motivele posibile de a fi suspicios privind intențiile SUA și din această cauză Pakistanul s-a simțit trădat de-a lungul anilor, realizând în același timp că SUA nu a fost un aliat de bază, în special din cauza faptului că Pakistanul nu a primit nici o susținere din partea Americii când cel mai mult avea nevoie.
Resentimentele Islamabadului au crescut și mai mult când SUA s-a opus programului nuclear pakistanez, urmând și “lovitura” Administrației Carter care a încercat să trimită Uraniu Indiei.